# Oberkail
Oberkail is een plaats in de Duitse deelstaat Rijnland-Palts, en maakt deel uit van de Eifelkreis Bitburg-Prüm.
Oberkail telt 586 inwoners.

## Bestuur
De plaats is een Ortsgemeinde en maakt deel uit van de Verbandsgemeinde Bitburger Land.

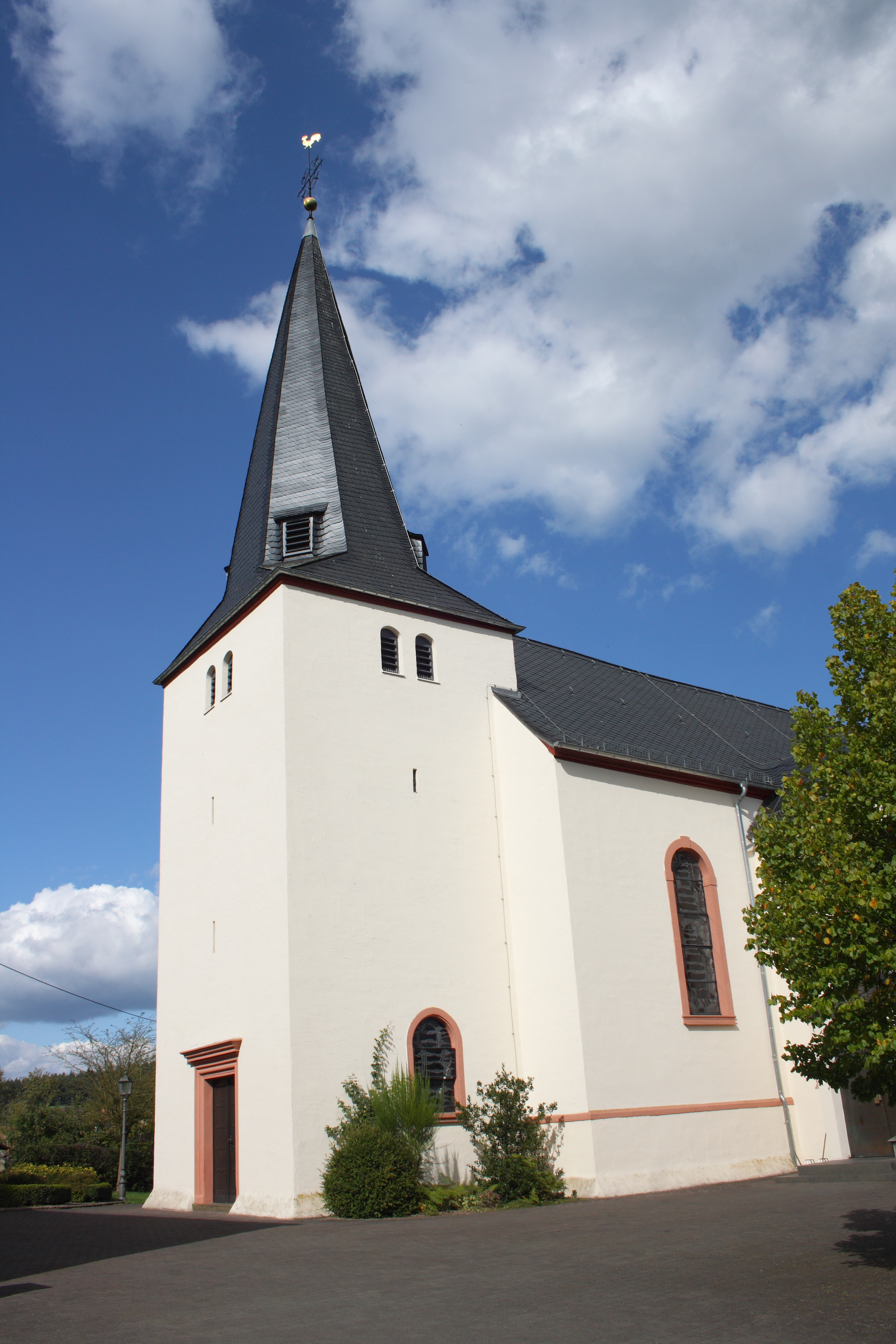
St. Michaelkerk in Oberkail

Verbandsvrije stad:  Bitburg